# Tanegashima (arma de fogo)

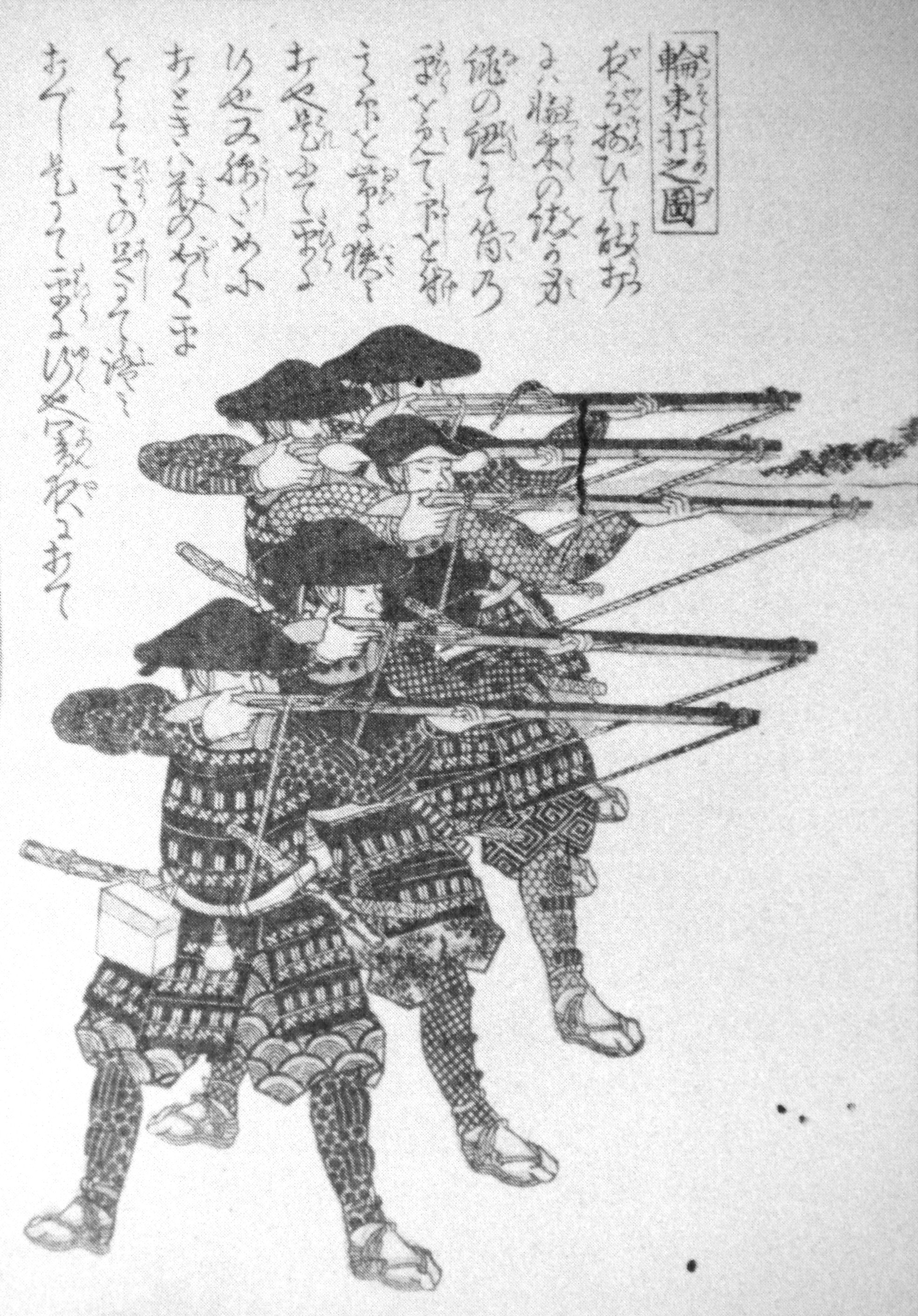
Soldados japoneses (ashigaru) disparando a tanegashima.

A tanegashima (種子島) (teppō/hinawaju) foi um tipo de arcabuz introduzido no Japão pelos Portugueses em 1543, que tinham desembarcado em Tanegashima que depois lhe deu o nome. A tanegashima foi utilizada pelos ashigaru. Alguns anos depois da sua introdução, esta nova arma em batalha alterou por completo a forma como a guerra passou a ser feita no Japão.

## História

### Origens
A tanegashima terá sido construída tendo por base o sistema de fecho de mecha que era fabricado numa armaria em Goa, Índia, e que foi capturada pelos Portugueses em 1510. A designação desta arma tem origem na ilha com o mesmo nome, Tanegashima, onde um junco chinês com Portugueses a bordo, ancorou devido a uma tempestade em 1543. O chefe da ilha japonesa, Tanegashima Tokitaka (1528–1579), comprou duas espingardas de fecho de mecha aos Portugueses e contratou um fabricante de espadas para copiar o sistema de disparo. O artesão, Yaita, não encontrou dificuldades para fazer a cópia, no entanto, "a perfuração do cano de forma helicoidal de maneira a que o parafuso pudesse ser firmememte inserido" mostrava-se um problema pois "esta técnica era inexistente no Japão". Os Portugueses ficaram na ilha durante cerca de um ano, período em que mandaram vir um ferreiro que resolvesse aquele problema. Em dez anos, mais de 300 armas terão sido fabricadas.

### Período Sengoku

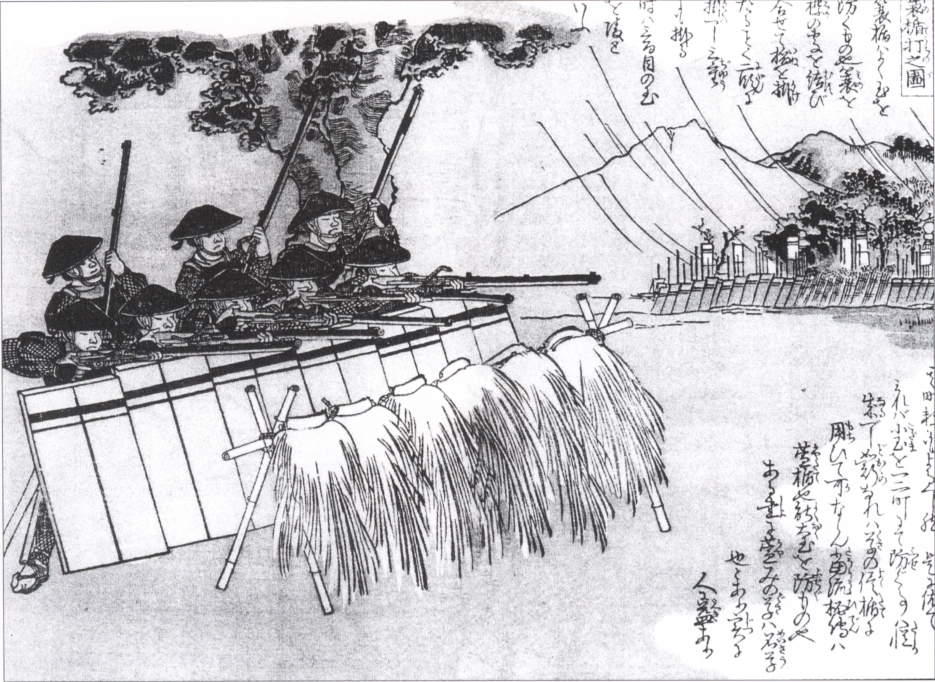
Soldados Ashigaru a utilizar tanegashima atrás de escudos.

Uma parte considerável do Japão encontrava-se em guerra interna no período Sengoku (1467-1603), pois os senhores feudais competiam pela supremacia. As armas de fecho de mecha foram introduzidas em meados deste período e, após a sua entrada no campo de batalha, foram utilizadas até ao fim, alcançando um papel decisivo na guerra. Em 1549, Oda Nobunaga encomendou 500 armas para o seu exército. Os benefícios do uso de armas de fogo eram, aínda, questionáveis quando comparados com os de outras armas. Naquela altura, as armas eram primitivas e pesadas. De acordo com uma estimativa, no Japão do século XVI, um arqueiro conseguia disparar 15 flechas enquanto um soldado armado com uma espingarda, carregava e disparava apenas uma vez. O alcance era de 80 a 100 m e, àquela distância, a bala tinha pouco efeito prático podendo nem penetrar numa armadura. Os fechos de mecha eram vulneráveis à humidade e à chuva, pois a pólvora podia ficar inutilizada. No entanto, tinham a vantagem de serem facilmente manejadas por agricultores ou outras pessoas com pouco, ou mesmo sem treino militar.
Rapidamente os Japoneses começaram a trabalhar em várias técnicas por forma a melhorar a eficácia destas armas. Desenvolveram uma forma de disparo em série criando uma "chuva de balas" sobre o inimigo. Também aumentaram o calibre para incrementar o poder letal. Inventaram caixas lacadas para proteger o sistema de disparo com o objectivo de continuarem a disparar mesmo à chuva

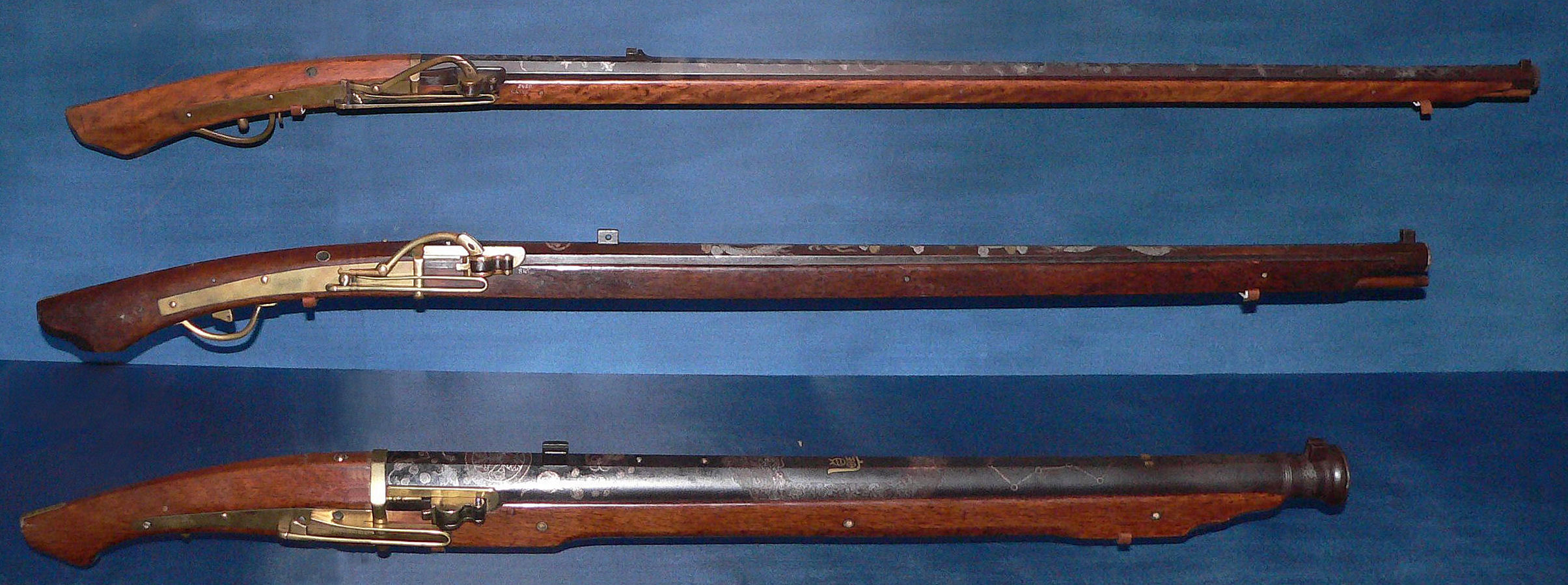
Antigas tanegashimas

 Em 1563, os Amako da província de Izumo alcançaram uma vitória sobre os Kikkawa tendo ferido 33 dos seus adversários com a tanegashima. Como resultado, no ano de 1567, Takeda Shingen anunciou que, "A partir de agora, as tanegashima serão as armas mais importantes e, assim, será diminuído o número de lanças por unidade e os melhores homens serão equipados com estas armas.". Oda Nobunaga utilizou as tanegashima na Batalha do Rio An (1570) e, de novo, contra o poderoso clã Takeda na Batalha de Nagashino (1575), 3 000 homens armados de tanegashimas gunners ajudaram a vencer a batalha, disparando milhares de balas de cada vez. Estavam escondidos num rio, e usaram de protecções de madeira para deter os ataques da infantaria e a cavalaria, enquanto estavam protegidos. A derrota do clã Takeda acabou por alterar permanentemente as tácticas de batalha.
O Japão ficou de tal forma entusiasmado com a nova arma que as terá fabricado mais do que a Europa.  Durante a invasão da Coreia (1592–1598), os Japoneses também as utilizaram, estando cerca de um quarto das forças, de um total de 160 000, equipadas com a tanegashima. Foram bastante bem sucedidos, conseguindo conquistar Seul apenas 18 dias depois de desembarcarem em Pusan.

### Período Edo

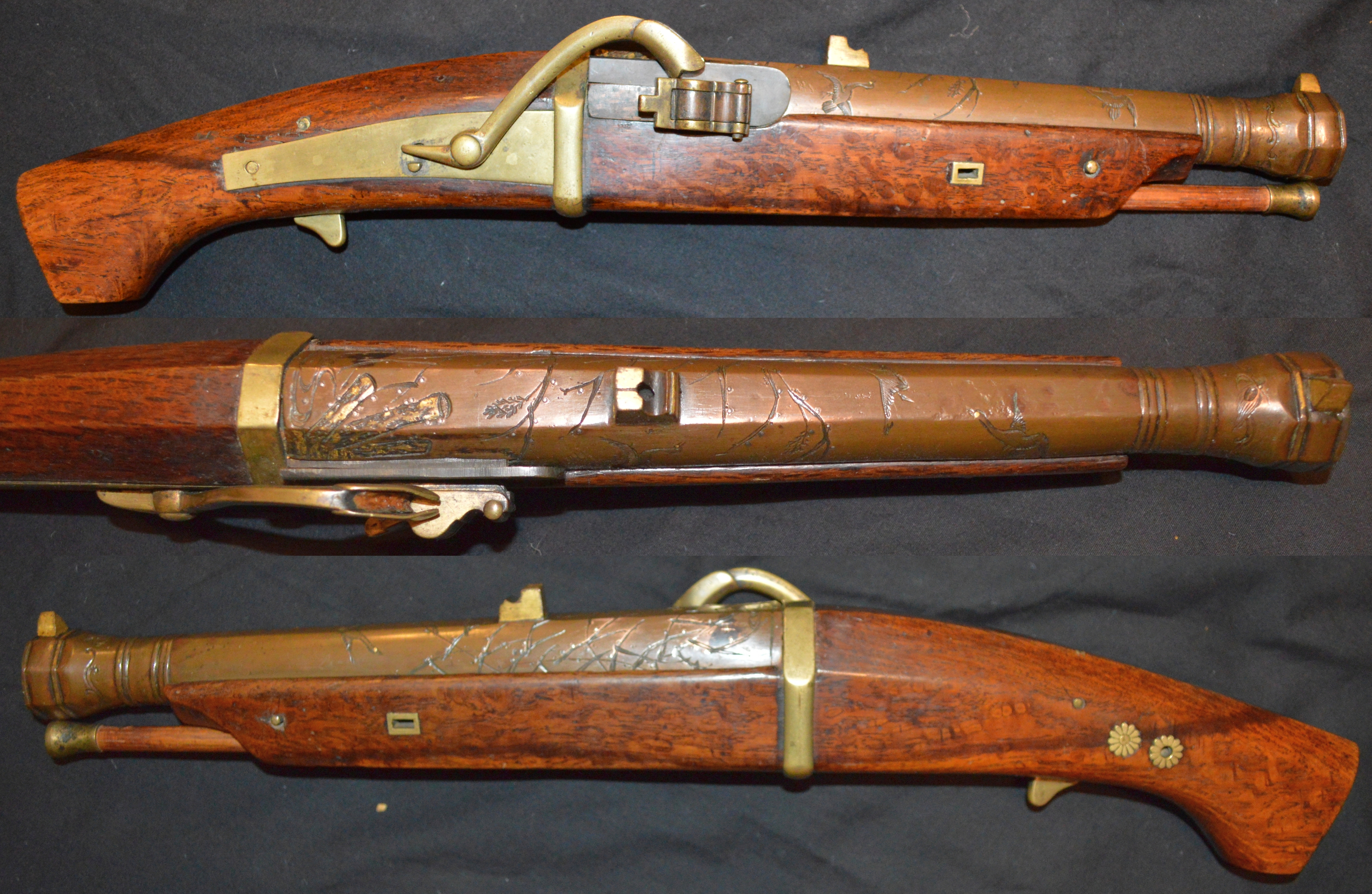
Antiga pistola tanegashima de samurai Antique.

A guerra interna para controlo do Japão foi ganha por Tokugawa Ieyasu, que estabeleceu o Xogunato Tokugawa, um regime que iria manter a paz por 250 anos e que recebeu a designação de Período Edo (1603-1868). A partir de meados do século XVII, o país decidiu cortar relações com o Ocidente através da sua política de Sakoku. Contrariamente à crença popular, o Japão não abandonou a arma. Na realidade, esta arma foi utilizada com menos frequência dado neste período não terem ocorrido conflitos em larga escala. Por várias vezes, a espada foi a arma mais utilizada por ser mais prática. Por outro lado, embora isolado, o Japão continuou a fabricar armas de fogo, havendo mesmo evidências de existirem 200 artesãos no fim do período Edo. No entanto, o historiador David L. Howell defende que o peso social das armas de fogo mudou, tornando-se menos importante como objecto de guerra, passando a servir para assustar os animais nas zonas rurais. Sem ameaças externas durante mais de 200 anos, a tanegashima era principalmente utilizada pelos samurais para caça e tiro ao alvo; a maioria destas armas foi levada para os armazéns dos senhores feudais (daimyo).

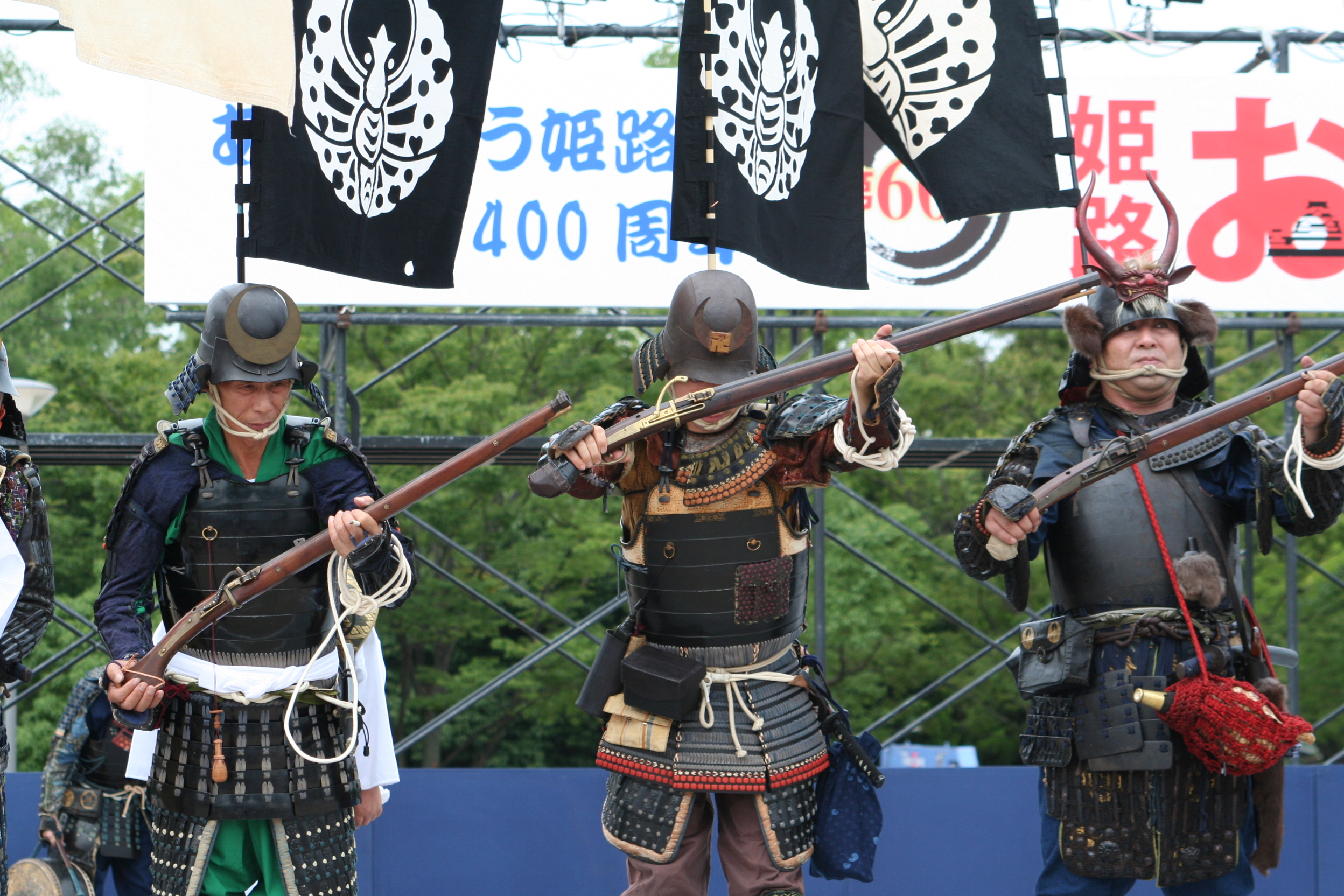
Tropa moderna com tanegashimas.

A chegada ao Japão da Marinha dos Estados Unidos, liderada pelo Comodoro Perry em 1854, deu início a um período de re-armamento. A tanegashima era uma arma antiquada no século XIX e vários samurais tinham aqduirido armas mais avançadas como a espingarda Minié, armas de carregar pela culatra e espingardas de repetição. O período dos samurais termina em 1868 com a era Meiji. Os Japoneses viram-se, então, para o recrutamento nacional para o exército com uniformes e armamento moderno. A última vez que houve um conflito com a intervenção de samurais e armas tradicionais, incluindo a tanegashima, foi durante a Rebelião Satsuma, em 1877, quando o governo Meiji formou o Exército Imperial Japonês, pondo fim aos samurais e à sua resistência à modernização.[carece de fontes?]

### Actualmente
A tanegashima é, hoje em dia, um objecto que se pode encontrar em lojas de antiguidades, tanto no Japão como em outros países. As modernas tropas tanegashima no Japão realizam simulações de batalhas, e os entusiastas de pólvora utilizam-na para tiro ao alvo.[carece de fontes?]

## Galeria

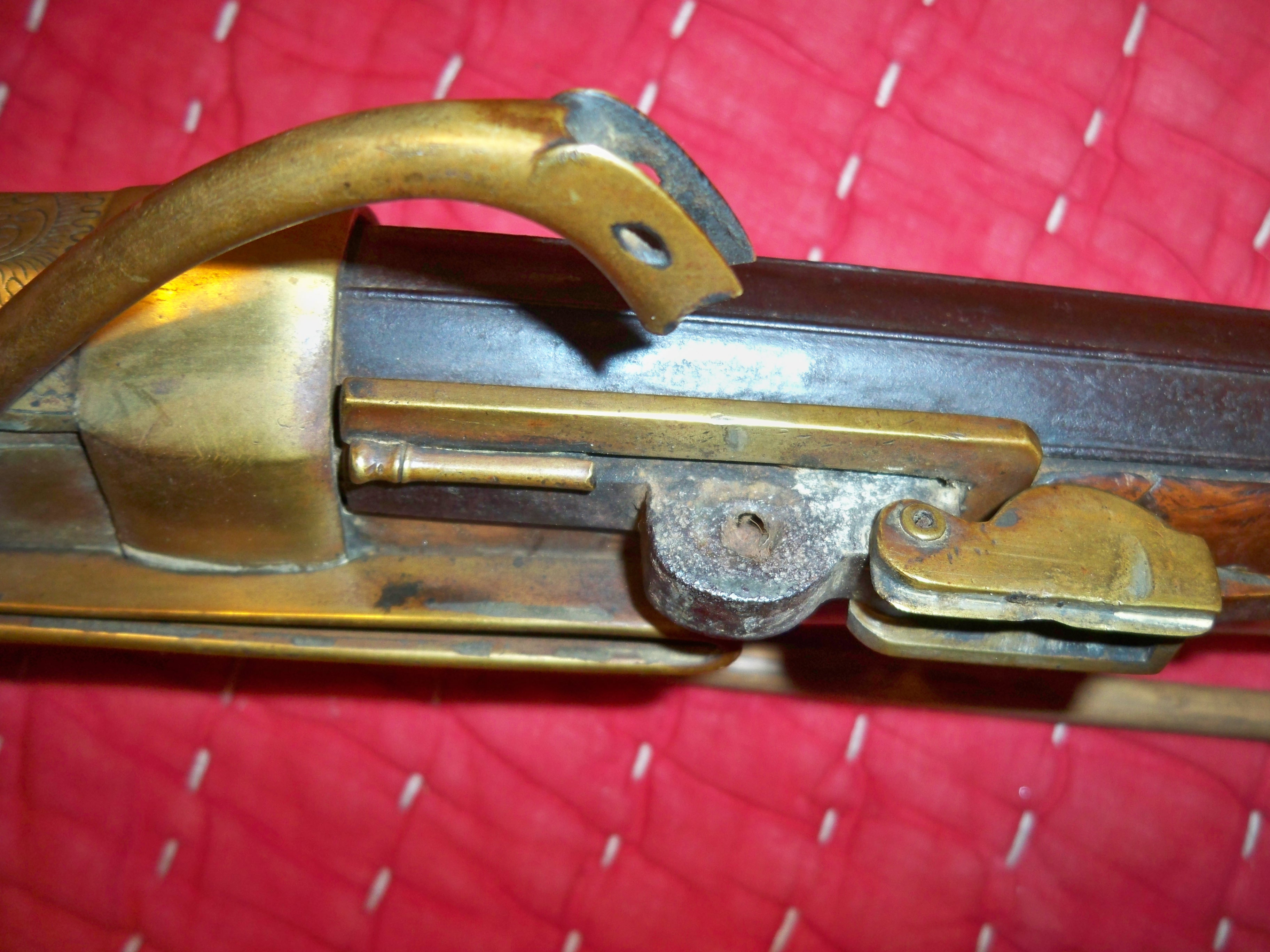
Tanegashima de samurai: sistema de disparo (período Edo).
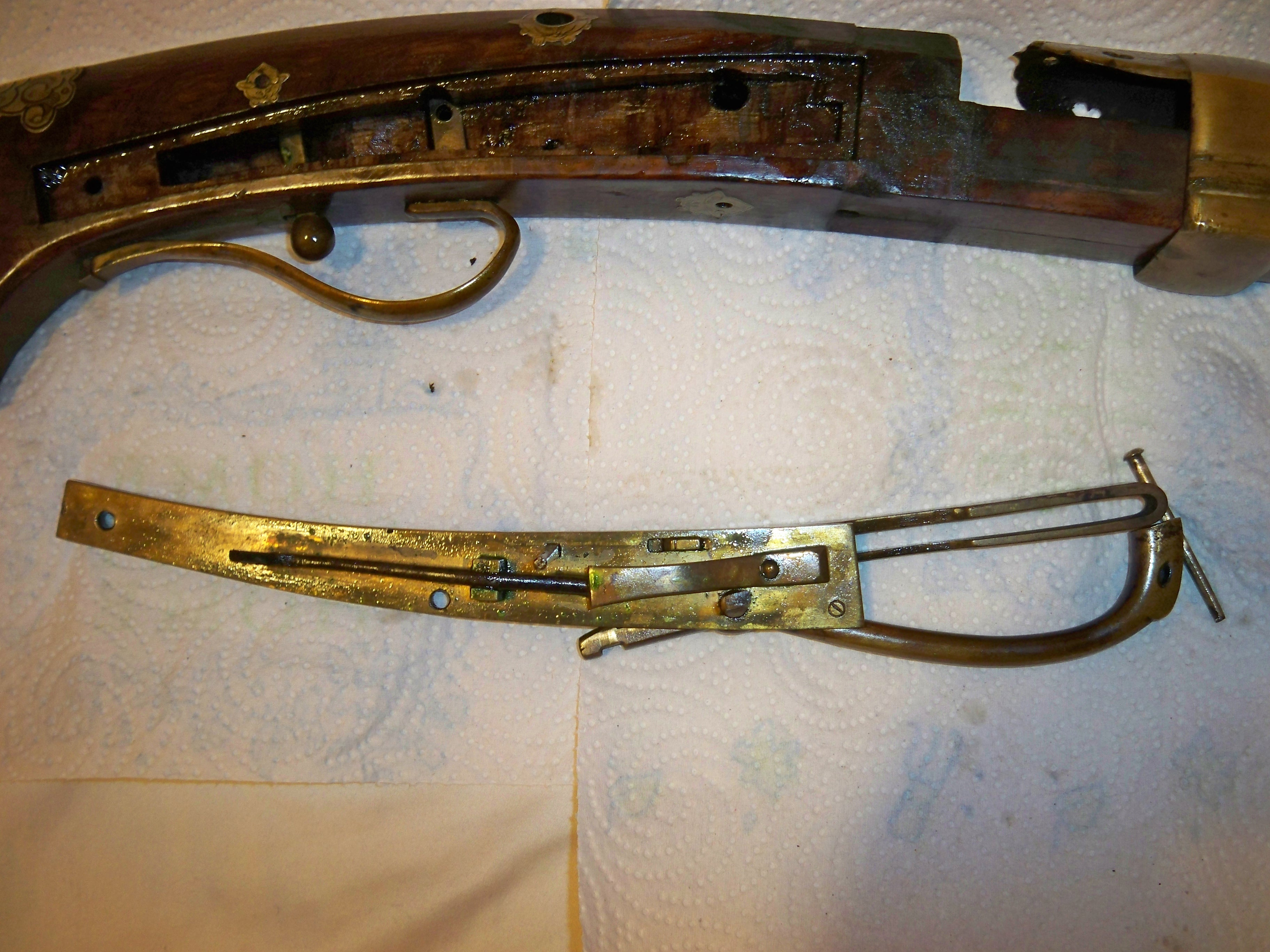
Fecho de mecha, com realce para o interior do sistema de disparo.
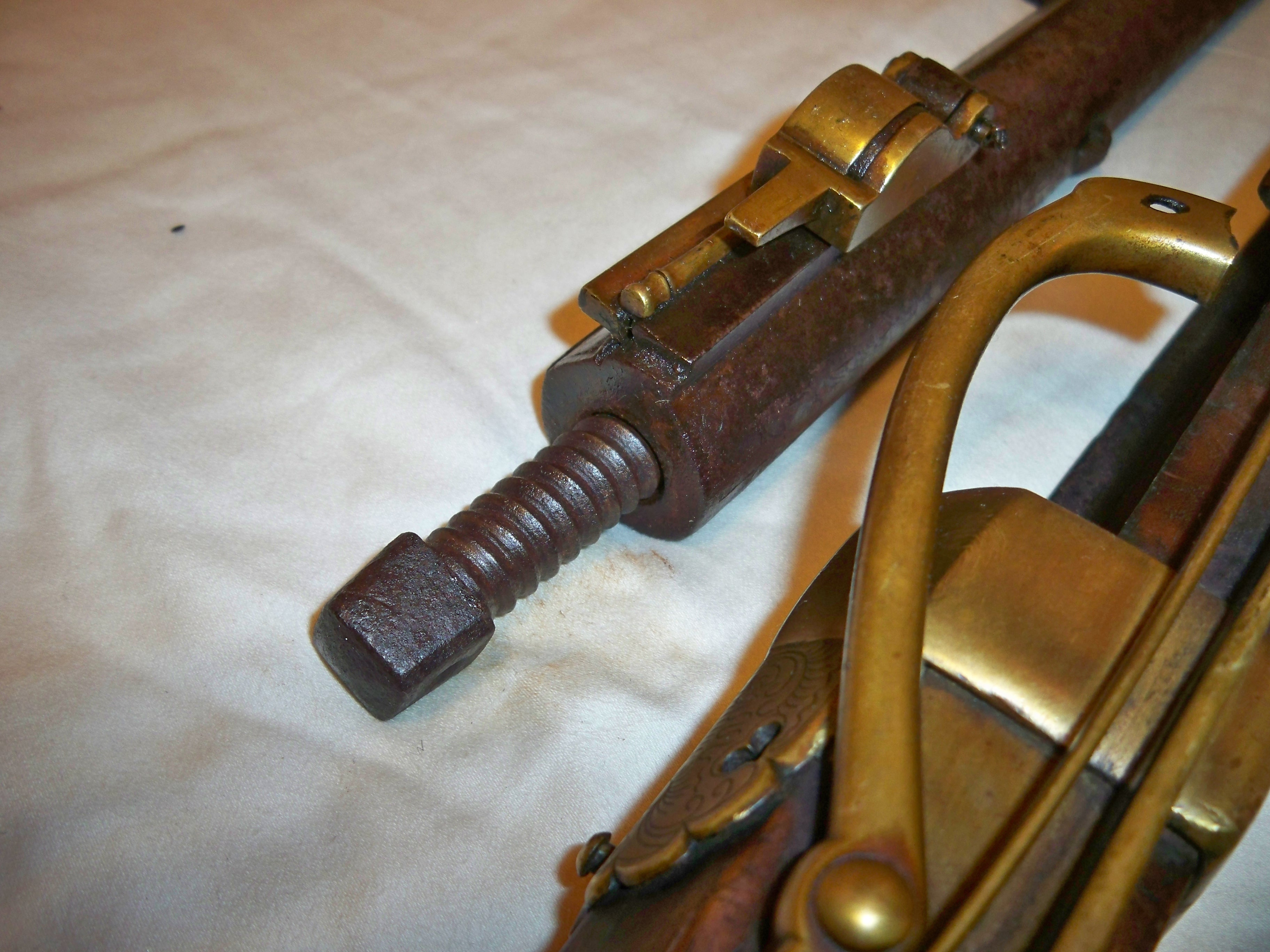
Realce do cano da tanegashima (período Edo).
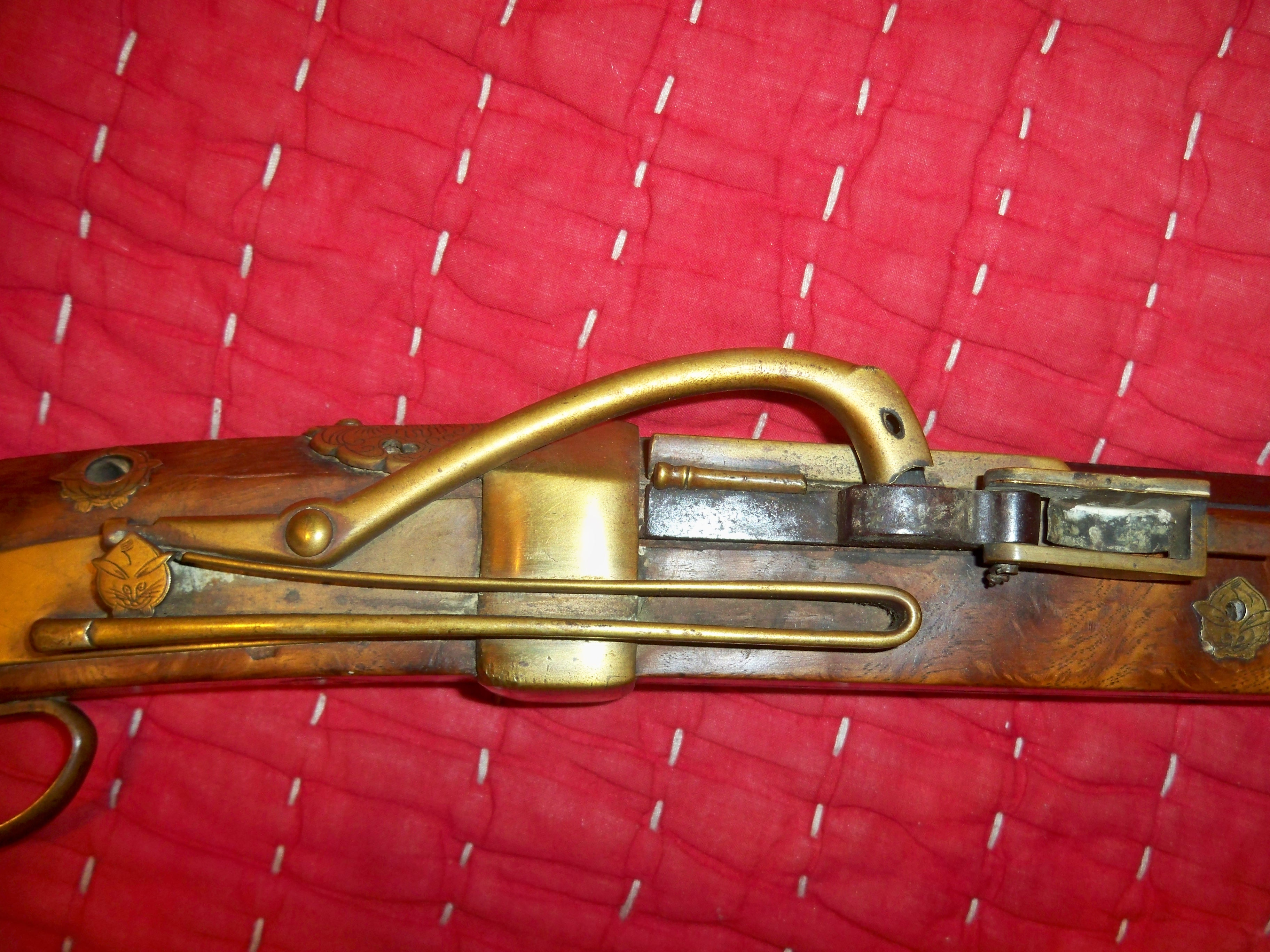
Sistema de disparo.